# Epinotia nebulosana
Epinotia nebulosana is een vlinder uit de familie van de bladrollers (Tortricidae). De wetenschappelijke naam van de soort is voor het eerst geldig gepubliceerd in 1867 door Packard.